# LGBT+ Conservatives
LGBT + Conservatives est une organisation LGBT conservatrice britannique. Elle est la branche LGBT officielle du Parti conservateur.
Elle trouve ses origines ses racines dans l'organisation Conservative Group for Homosexual Equality (en) (Groupe conservateur pour l'égalité homosexuelle) rebaptisée plus tard Tory Campaign for Homosexual Equality (Campagne torie pour l'égalité homosexuelle).

## Activités
Le groupe fait campagne au sein et en dehors du parti pour les droits des personnes LGBT, tout en promouvant les idées et propositions du Parti conservateur au sein de la communauté LGBT, comme lors marches de la fierté à travers tout le pays,,.
De plus, LGBT+ Conservatives apporte un fort soutien aux candidats LGBT du parti,,, notamment via son fonds de soutien aux candidats.
Il organise également des événements liés aux droits des LGBT, y compris un événement annuel avec l'association caritative Stonewall lors de la conférence du Parti conservateur,.
Depuis sa création, l'organisation a eu un impact au-delà des frontières du Royaume-Uni, puis qu'elle a servi de modèle pour l'organisation LGBTory (en) au Canada.
Après les élections générales de 2017, Matthew Green, alors président de l'organisation, a critiqué le Parti unioniste démocratique, qualifiant son bilan sur les questions LGBT de « consternant ».
En 2018, le compte twitter officiel LGBT + Conservateur dénonce les opinions du député conservateur David Davies sur les personnes trans. L'organisation présente par la suite ses excuses pour le ton du tweet.

## Dirigeants
- 2007-2008 : Anastasia Beaumont–Bott[17]
- 2008-2009 : Edward Butler–Ellis
- 2009-2013 : Cllr Matthew Sephton[18]
- 2013-2017 : Colm Howard–Lloyd[19]
- 2017-2018 : Matthew Green[20],[21]
- 2018-2019 : John Cope [22] (par intérim)
- 2019-2020 : Colm Howard-Lloyd[23]
- 2020-2023: Elena Bunbury[24]
- depuis 2023 : Luke Robert Black[25]